# Université nationale Chonbuk
L'Université nationale Chonbuk (en hangul : 전북대학교) est une université nationale de Corée du Sud située à Jeonju dans le Jeolla du Nord. Elle est l'une des 10 universités nationales de premier rang du pays. Elle a été fondée en 1947.

## Composantes

### Faculté de premier cycle
- Faculté d'agriculture et de sciences du vivant
- Faculté d'arts
- Faculté de commerce
- Faculté de pédagogie
- Faculté d'ingénierie
- Faculté des sciences environnementales et des bio-ressources
- Faculté de sciences humaines
- Faculté d'écologie humaine
- Faculté de droit
- Faculté de sciences sociales
- Faculté de sciences naturelles
- Faculté de médecine vétérinaire

### Faculté de cycle supérieur

#### Faculté généralistes
- Faculté d'arts et d'éducation physique
- Faculté d'ingénierie
- Faculté de sciences humaines et sociales
- Faculté interdisciplinaire
- Faculté de médecine
- Faculté de sciences naturelles

#### Faculté spécialisées
- Faculté de développement agricole
- Faculté d'administration commerciale
- Faculté d'administration publique
- Faculté d'odontologie
- Faculté d'éducation
- Faculté de sciences de l'environnement
- Faculté de technologie industrielles
- Faculté de sciences de l'information
- Faculté de droit (école de droit)
- Faculté d'affaires légales
- Faculté de médecine (école de médecine)
- Faculté de gestion de la santé

## Personnalités liées
Enseignants
- Seo Jeong-in, écrivain